# Tajik League 2019
De Tajik League 2019 is het 28e seizoen van het voetbalkampioenschap van Tadzjikistan (Ligai olii Toçikiston).
Het hoogste niveau bestaat uit acht voetbalclubs en er wordt gevoetbald van het voorjaar tot en met het najaar. Titelhouder van vorige seizoen is Istiqlol Dushanbe.

## Teams
| Team              | Locatie     | Stadion                        | Capaciteit |
| ----------------- | ----------- | ------------------------------ | ---------- |
| CSKA Pamir        | Dushanbe    | CSKA Stadium                   | 7,000      |
| Istaravshan       | Istaravshan | Istaravshan-Arena              | 20,000     |
| Istiqlol Dushanbe | Dushanbe    | Central Republican Stadium     | 24,000     |
| Khatlon           | Bokhtar     | Central Stadium                |            |
| Khujand           | Khujand     | 20-Letie Nezavisimostistadion  | 20,000     |
| Kuktosh           | Kuktosh     | Rudaki Stadium                 |            |
| Panjshir          | Balkh       | Panjshir Uktam Mamatova        | 8,500      |
| Regar-TadAZ       | Tursunzoda  | Stadium Metallurg 1st District | 20,000     |

## Stand
| Pos | Team                  | Wed | W  | G | V  | Ptn | DV | DT | +/− | Kwalificatie of degradatie                     |
| --- | --------------------- | --- | -- | - | -- | --- | -- | -- | --- | ---------------------------------------------- |
| 1   | Istiqlol Dushanbe (C) | 21  | 16 | 3 | 2  | 51  | 60 | 20 | +40 | Voorronde AFC Champions League 2020            |
| 2   | Khujand               | 21  | 11 | 3 | 7  | 36  | 37 | 21 | +16 | Playoffs ronde AFC Champions League 2020       |
| 3   | Regar-TadAZ           | 21  | 8  | 6 | 7  | 30  | 31 | 30 | +1  |                                                |
| 4   | CSKA Pamir            | 21  | 8  | 5 | 8  | 29  | 24 | 27 | −3  |                                                |
| 5   | Istaravshan           | 21  | 8  | 3 | 10 | 27  | 24 | 32 | −8  |                                                |
| 6   | Kuktosh               | 21  | 7  | 6 | 8  | 27  | 31 | 36 | −5  |                                                |
| 7   | Khatlon               | 21  | 6  | 6 | 9  | 24  | 26 | 28 | −2  | Degradatie Play offs Tajik First Division 2020 |
| 8   | Panjshir (R)          | 21  | 3  | 2 | 16 | 11  | 18 | 57 | −39 | Degradatie Tajik First Division 2020           |

## Resultaten

### Ronde 1-14
| Thuis \ Uit       | CPD | ISA | IST | KHA | KJD | KUK | PAN | RZD |
| ----------------- | --- | --- | --- | --- | --- | --- | --- | --- |
| CSKA Pamir        | —   | 0–1 | 1–4 | 0–0 | 2–1 | 3–2 | 0–1 | 2–3 |
| Istaravshan       | 1–2 | —   | 0–1 | 1–2 | 2–1 | 0–0 | 3–2 | 2–1 |
| Istiqlol Dushanbe | 3–0 | 4–0 | —   | 3–1 | 2–1 | 0–0 | 2–0 | 4–1 |
| Khatlon           | 0–1 | 2–1 | 2–2 | —   | 2–0 | 0–1 | 2–1 | 2–2 |
| Khujand           | 1–1 | 3–1 | 0–3 | 1–0 | —   | 2–1 | 9–0 | 3–1 |
| Kuktosh           | 2–0 | 3–1 | 2–2 | 2–0 | 0–2 | —   | 3–1 | 3–4 |
| Panjshir          | 0–2 | 2–1 | 1–5 | 1–3 | 0–0 | 1–1 | —   | 0–1 |
| Regar-TadAZ       | 1–1 | 0–0 | 2–3 | 1–1 | 0–1 | 3–0 | 2–0 | —   |

### Ronde 15-21
| Thuis \ Uit       | CPD | ISA | IST | KHA | KJD | KUK | PAN | RZD |
| ----------------- | --- | --- | --- | --- | --- | --- | --- | --- |
| CSKA Pamir        | —   | —   | 3–2 | —   | —   | 1–1 | 2–0 | —   |
| Istaravshan       | 1–0 | —   | —   | 1–1 | —   | 3–0 | 3–0 | —   |
| Istiqlol Dushanbe | —   | 2–0 | —   | 5–0 | 2–1 | —   | —   | 1–2 |
| Khatlon           | 1–2 | —   | —   | —   | 1–2 | —   | 4–0 | —   |
| Khujand           | 0–0 | 0–1 | —   | —   | —   | —   | —   | 1–0 |
| Kuktosh           | —   | —   | 1–6 | 2–1 | 2–3 | —   | —   | 0–0 |
| Panjshir          | —   | —   | 2–4 | —   | 0–5 | 3–5 | —   | —   |
| Regar-TadAZ       | 2–1 | —   | 5–2 | 0–0 | —   | —   | 6–1 | —   |

### Resultaten per speelronde
| Team ╲ Speelronde | 1          | 2 | 3 | 4 | 5 | 6 | 7 | 8 | 9 | 10 | 11 | 12 | 13 | 14 | 15 | 16 | 17 | 18 | 19 | 20 | 21 |   |
| ----------------- | ---------- | - | - | - | - | - | - | - | - | -- | -- | -- | -- | -- | -- | -- | -- | -- | -- | -- | -- | - |
| Team ╲ Speelronde | CSKA Pamir | L | L | D | D | W | L | L | D | L  | L  | W  | W  | W  | W  | L  | D  | L  | W  | D  | W  | W |
| Istaravshan       | L          | W | L | L | L | D | D | L | W | W  | L  | L  | W  | W  | L  | D  | W  | L  | L  | W  | W  |   |
| Istiqlol Dushanbe | W          | W | D | W | W | W | W | W | W | W  | W  | D  | W  | W  | D  | W  | W  | L  | W  | W  | L  |   |
| Khatlon           | L          | L | W | D | D | L | W | W | L | D  | L  | W  | L  | W  | D  | W  | D  | L  | L  | L  | D  |   |
| Khujand           | W          | L | D | W | W | D | L | L | W | W  | W  | L  | L  | W  | W  | W  | W  | D  | W  | L  | L  |   |
| Kuktosh           | W          | L | D | W | L | W | D | W | W | L  | D  | D  | L  | L  | L  | D  | L  | L  | W  | D  | W  |   |
| Panjshir          | W          | W | L | L | L | D | L | L | L | L  | D  | L  | L  | L  | L  | L  | L  | L  | L  | L  | L  |   |
| Regar-TadAZ       | L          | W | W | L | D | D | W | D | L | D  | L  | W  | W  | L  | W  | L  | W  | W  | W  | D  | D  |   |

Bron: 
W = Win; D = Gelijk; L = Lost

### Positie per speelronde
| Team ╲ Speelronde | 1          | 2 | 3 | 4 | 5 | 6 | 7 | 8 | 9 | 10 | 11 | 12 | 13 | 14 | 15 | 16 | 17 | 18 | 19 | 20 | 21 |   |
| ----------------- | ---------- | - | - | - | - | - | - | - | - | -- | -- | -- | -- | -- | -- | -- | -- | -- | -- | -- | -- | - |
| Team ╲ Speelronde | CSKA Pamir | 7 | 8 | 8 | 8 | 7 | 7 | 7 | 7 | 8  | 8  | 7  | 6  | 5  | 6  | 6  | 6  | 5  | 5  | 5  | 4  | 4 |
| Istaravshan       | 5          | 4 | 6 | 7 | 8 | 8 | 8 | 8 | 6 | 6  | 6  | 7  | 7  | 7  | 7  | 7  | 6  | 7  | 7  | 6  | 5  |   |
| Istiqlol Dushanbe | 1          | 1 | 1 | 1 | 1 | 1 | 1 | 1 | 1 | 1  | 1  | 1  | 1  | 1  | 1  | 1  | 1  | 1  | 1  | 1  | 1  |   |
| Khatlon           | 6          | 7 | 7 | 6 | 6 | 6 | 5 | 4 | 5 | 5  | 5  | 5  | 6  | 5  | 5  | 3  | 3  | 4  | 4  | 7  | 7  |   |
| Khujand           | 4          | 5 | 4 | 2 | 2 | 2 | 4 | 5 | 2 | 2  | 2  | 2  | 2  | 2  | 2  | 2  | 2  | 2  | 2  | 2  | 2  |   |
| Kuktosh           | 2          | 6 | 5 | 3 | 3 | 3 | 2 | 2 | 3 | 3  | 3  | 3  | 3  | 3  | 4  | 4  | 7  | 7  | 6  | 5  | 6  |   |
| Panjshir          | 3          | 2 | 3 | 5 | 5 | 5 | 6 | 6 | 7 | 7  | 8  | 8  | 8  | 8  | 8  | 8  | 8  | 8  | 8  | 8  | 8  |   |
| Regar-TadAZ       | 8          | 3 | 2 | 4 | 4 | 4 | 3 | 3 | 4 | 4  | 4  | 4  | 4  | 4  | 3  | 5  | 4  | 3  | 3  | 3  | 3  |   |

Bron: 

## Topscores
| Rank | Speler               | Club                | Doelpunten |
| ---- | -------------------- | ------------------- | ---------- |
| 1    | Sheriddin Boboev     | Istiqlol Dushanbe   | 16         |
| 2    | Alisher Dzhalilov    | Istiqlol Dushanbe   | 11         |
| 3    | Sherzod Makhamadiev  | Regar-TadAZ         | 9          |
| 4    | Tursunali Rustamov   | Khujand             | 8          |
| 5    | Muhammadjon Rakhimov | Istiqlol Dushanbe   | 7          |
| 5    | Nozim Babadjanov     | Regar-TadAZ         | 7          |
| 5    | Bakhtovar Zokirov    | Istaravshan         | 7          |
| 5    | Ehson Panjshanbe     | Istiqlol Dushanbe   | 7          |
| 5    | Shodibek Gafforov    | CSKA Pamir Dushanbe | 7          |
| 10   | Shervoni Mabatshoev  | CSKA Pamir Dushanbe | 6          |
| 10   | Dilshod Vasiev       | Khujand             | 6          |
| 10   | Muhiddin Odilov      | Kuktosh             | 6          |

### Hattricks
| Speler              | Voor        | Tegen    | Resultaat | Datum             |
| ------------------- | ----------- | -------- | --------- | ----------------- |
| Tursunali Rustamov  | Khujand     | Panjshir | 9-0       | 30 juni 2019      |
| Dilshod Vasiev5     | Khujand     | Panjshir | 9-0       | 30 juni 2019      |
| Sherzod Makhamadiev | Regar-TadAZ | Kuktosh  | 4-3       | 24 augustus 2019  |
| Sheriddin Boboev    | Istiklol    | Kuktosh  | 6-1       | 27 september 2019 |

- 5 Speler heeft 5 doelpunten gescoord

1992 · 1993 · 1994 · 1995 · 1996 · 1997 · 1998 · 1999 · 2000 · 2001 · 2002 · 2003 · 2004 · 2005 · 2006 · 2007 · 2008 · 2009 · 2010 · 2011 · 2012 · 2013 · 2014 · 2015 · 2016 · 2017 · 2018 · 2019 · 2020 · 2021 · 2022 · 2023 · 2024 · 2025
Chatlon · 
Choedzjand ·
CSKA Pomir · 
Doesjanbe-83 · 
Fajzdjand · 
Istaravshan · 
Istiklol · 
Koektosj Rudaki · 
Lokomotiv Pomir · 
Regar-TadAZ